# Nicarco II
Nicarco (in greco antico: Νίκαρχος?, Níkarchos; Samo, I secolo d.C. – ...) è stato un poeta greco antico.

## Biografia
Di Samo, fu contemporaneo del poeta latino Marziale e di Lucillio, conosciuto per i suoi epigrammi.
È presente anche un altro epigrammista di nome Nicarco che, differente da questo per stile e per epoca (I secolo a.C.), va considerato una persona differente.

## Epigrammi
Sono presenti 42 epigrammi, attribuiti a Nicarco, nell'Antologia greca e pochi altri sono stati ritrovati nei papiri di Ossirinco; tra l'altro, gran parte degli epigrammi sono rivolti contro i medici, su un piano di satira.
Da un epigramma in cui Nicarco utilizza un termine in latino, alcuni hanno variamente concluso che visse a Roma.